# اتحاد غواتيمالا لكرة القدم
تأسس اتحاد غواتيمالا لكرة القدم في عام 1919م وانضم إلى الإتحاد الدولي لكرة القدم في 1946م وإنضم إلى اتحاد أمريكا الشمالية لكرة القدم في 1961م.

## روابط إضافية
- Official website